# آرمن هوانسیان
آرمن هوانسیان (به ارمنی: Արմեն Հովհաննիսյան) (زاده ۳۰ ژوئن ۱۹۹۴ ایروان - درگذشت ۲۰ ژانویه ۲۰۱۴ در جمهوری آرتساخ) سرباز جمهوری آرتساخ، عضو نیروی زمینی و دارای درجه گروهبان. وی موفق به کسب مدال شجاعت پس از مرگ شد.

## زندگی‌نامه
وی در سی ام ژانویه ۱۹۹۴ م در ایروان به دنیا آمد. وی تنها پسر خانواده و دارای سه خواهر می‌باشد. وی ساکن ناحیه آوان در شهر ایروان بود. آرمن قبل از اعزام به خدمت سربازی در کالج فرهنگی دولتی مشغول به تحصیل در ترم آخر بود.
دارای تخصص در منبت‌کاری و کنده‌کاری بروی چوب و به تولید لوازم چوبی اشتغال داشت. وی تصمیم داشت پس از پایان خدمت سربازی به تحصیلات ادامه دهد. عموی آرمن هوانسیان در سن ۱۸ سالگی فوت شده و پدرش اسم آرمن را به یادگار بروی پسرش گذاشته بود.

## مرگ
شب بیستم ژانویه ۲۰۱۴ حدود ساعت ۲۳:۵۰ تا ۰۰:۱۵ در مرز مابین ارمنستان و جمهوری آذربایجان و در منطقه (جرابرد و کرگان) حمله‌ای از سوی نظامیان جمهوری آذربایجان که تعداد آن‌ها ۳۰ تن گزارش شده انجام گرفت.
آرمن هوانسیان که در پست نگهبانی انجام وظیفه می‌کرد متوجه تحرکات سربازان جمهوری آذربایجان شده و بلافاصله به یگانهای ارمنی خبر می‌دهد. در این بین حمله از سوی سربازان جمهوری آذربایجان آغاز و آرمن هوانسیان به تنهایی به مقابله با آن‌ها می‌پردازد. آرمن زخمی شده و تا پای جان دفاع می‌کند. مبارزه جانانه آرمن باعث می‌شود تا سربازان ارمنی متمرکز شده و با وارد کردن خسارات سنگین سربازان آذربایجانی را مجبور به فرار نمایند.
طبق اظهارات ارتش جمهوری آرتساخ، ارتش جمهوری آذربایجان در دو نقطه متحمل خسارات سنگین جانی و مالی شده‌اند؛ و در این بین سرباز ۱۹ ساله ارمنی آرمن هوانسیان نیز کشته شده‌است.
در پی کشته شدن آرمن هوانسیان، باکو ساهاکیان رئیس‌جمهور جمهوری آرتساخ به خانواده وی مدال و نشان لیاقت اهداء نمود که در تاریخ ارمنستان و قره باغ وی جوانترین سربازی است که مفتخر به دریافت آن شده‌است.
بدنبال حمله نیروهای آذربایجانی و شهادت آرمن هوانسیان، ارتش سایبری ارمنستان و جمهوری آرتساخ روز بعد موفق به هک بیش از ۳۰ تارنمای آذربایجانی شدند و در این تارنماها عکس شهید آرمن هوانسیان و جمله‌ای با این مضمون قرار دادند.
«ارتش سایبری ارمنیان به یاد آرمن هوانسیان»

## مراسم تشییع جنازه
۲۲ ژانویه ۲۰۱۴ جنازه آرمن هوانسیان با رژه مخصوص نظامی در (یرابلور) و در قطعه شهدای ارمنستان روبروی کلیسای وارطان مقدس به خاک سپرده شد. در این مراسم مدال اهدائی رئیس‌جمهور قره‌باغ به پدر آرمن، لوون هوانسیان اهدا گردید. در این مراسم وزیر دفاع ارمنستان، سیران اوهانیان و جمع کثیری از مقامات بلندپایه جمهوری آرتساخ و ارمنستان حضور داشتند.